# Вальтер Ціммерманн
Вальтер Ціммерманн (нім. Walter Zimmermann; 1 жовтня 1897, Майсен — 25 березня 1995) — німецький офіцер, штандартенфюрер СС.

## Біографія
Учасник Першої світової війни. Після війни вивчав інженерну справу. Ціммерманн вільно володів англійською, французькою, нідерландською, італійською і чеською мовами. 1 серпня 1932 року вступив в НСДАП (квиток № 1 378 990), 3 січня 1933 року — в СС (посвідчення № 59 684). З січня 1933 року служив в штандарті СС в Дрездені, з листопада 1935 року — в інженерному штурмбанні частин посилення СС, з жовтня 1937 року — в 5-ї інспекції управлінської групи «С» Головного оперативного управління СС, з грудня 1937 року — в Генштабі Головного оперативного управління СС. З 20 січня 1941 року — командир запасного інженерного батальйону СС в Дрездені, з квітня 1942 року — гірського інженерного батальйону СС 7-ї добровольчої гірської дивізії СС «Принц Ойген». З липня 1943 року — керівник інженерних частин 5-го гірського корпусу СС. У вересні 1944 року відправлений в офіцерський резерв військ СС. З 31 жовтня 1944 року — навчальний керівник дивізії військ СС «Шарлемань». З лютого 1945 року — командир резервного батальйону своєї дивізії, з 25 квітня — командир дивізії. Учасник битви за Берлін. Потрапив в радянський полон, в 1955 році звільнений.

## Звання
- Єфрейтор (листопад 1916)
- Унтерофіцер (жовтень 1917)
- Офіцер-аспірант (березень 1918)
- Лейтенант резерву (жовтень 1918)
- Шарфюрер СС (17 червня 1933)
- Обершарфюрер СС (9 листопада 1933)
- Унтерштурмфюрер СС (16 листопада 1935)
- Оберштурмфюрер СС (30 січня 1938)
- Гауптштурмфюрер СС (9 листопада 1938)
- Штурмбаннфюрер СС (20 квітня 1940)
- Оберштурмбаннфюрер СС (30 січня 1942)
- Штандартенфюрер СС (20 квітня 1944)

## Нагороди
- Залізний хрест 2-го класу (жовтень 1917)
- Почесний хрест ветерана війни з мечами
- Почесна шпага рейхсфюрера СС
- Кільце «Мертва голова»
- Медаль «У пам'ять 13 березня 1938 року»
- Медаль «У пам'ять 1 жовтня 1938» із застібкою «Празький град»
- Медаль «За зимову кампанію на Сході 1941/42»
- Застібка до Залізного хреста 2-го класу (31 січня 1943)
- Залізний хрест 1-го класу (16 червня 1943)
- Орден Корони короля Звоніміра 2-го класу (Незалежна Держава Хорватія)